# PESA 120N
120N — польский односторонний пятисекционный шарнирно-сочленённый низкопольный трамвай, производимый компанией PESA в городе Быдгощ. Впервые в Польше этот тип конструкции трамваев был применен в трамвае 121N, разработанном для Эльблонга. В настоящее время трамваи 120N используются только в Варшаве, где курсируют только на одной из 29 трамвайных линий — на линии № 9 Гоцлавэк — Окэнче. В Варшаве 120N появился 20 августа 2007 года. Хотя из-за ремонта трамвайного полотна на Иерусалимских аллеях на отрезке от Площади Завиши до Поля Вашингтона эти трамваи сначала курсировали на линии № 36, и только с 13 октября были переведены на изначально запланированный маршрут.
Версия трамвая 120Na была разработана в 2009 году по заказу Варшавы на 186 экземпляров общей суммой около 1,5 млрд злотых с планируемой датой реализации в 2010—2013 годах. После выполнения заказа этот тип трамвая будет самым низкопольным в Польше.
Обозначение трамвая «120N» происходит из реестра польских рельсовых конструкций, которых ведётся Институтом железнодорожного транспорта «TABOR» в Познани.